# Tsantsa

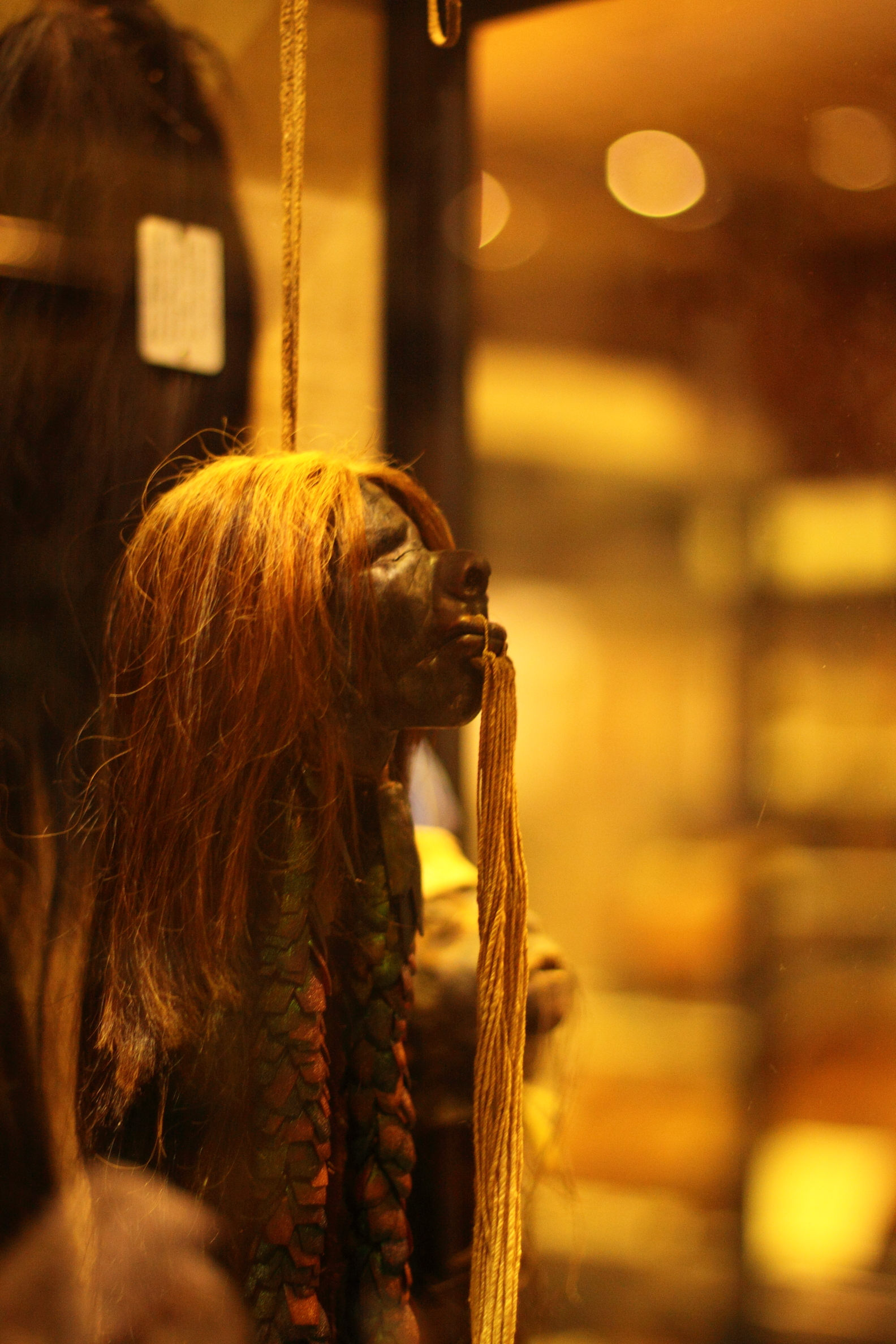
Tsantsa

Tsantsa – ludzkie głowy spreparowane przez Indian Jivaro.
Indianie Jivaro (czyt. Sziwaro) zamieszkujący pogranicze Peru i Ekwadoru po zabiciu wroga odcinali jego głowę. Zdejmowali z czaszki skórę razem z włosami. Zszywali usta i powieki, a następnie wygotowywali głowę. Przez szyję wrzucali rozgrzane kamienie lub piasek, aby skóra skurczyła się jeszcze bardziej. Następnie zawieszali ją nad ogniem, aby stwardniała i sczerniała. Tsantsa były mniej więcej wielkości pięści dorosłego człowieka.
Zwyczaj ten powiązany był z wierzeniami agrarnymi. Wierzono, że poprzez preparację głowa zatrzymuje arutam, energię kosmiczną. Indianie przekazywali następnie tę energię zwierzętom, które hodowali, oraz plonom, obchodząc je z głowami. Inny powód, dla którego praktykowano ten zwyczaj, wiązał się z zabezpieczeniem przed zemstą ducha zabitego wroga. Aby zemsta nie dosięgła wojownika i plemienia, oprócz preparacji trzeba było odprawić odpowiednie rytuały.
Europejczyków, którzy w XIX w. spotkali się ze zwyczajem Indian Jivaro, bardzo zainteresowały tak osobliwe trofea. Wkrótce zaczęło być o nich głośno i wielu turystów przybywających w tamte rejony chciało mieć takie pamiątki. Popyt był tak duży, że Indianie zaczęli produkować falsyfikaty ze zwierzęcej skóry.
Państwowe Muzeum Etnograficzne w Warszawie posiada w swoich zbiorach dwie prawdziwe tsantsa, ale ze względów etycznych nie są one wystawiane.